# Castagnaccio

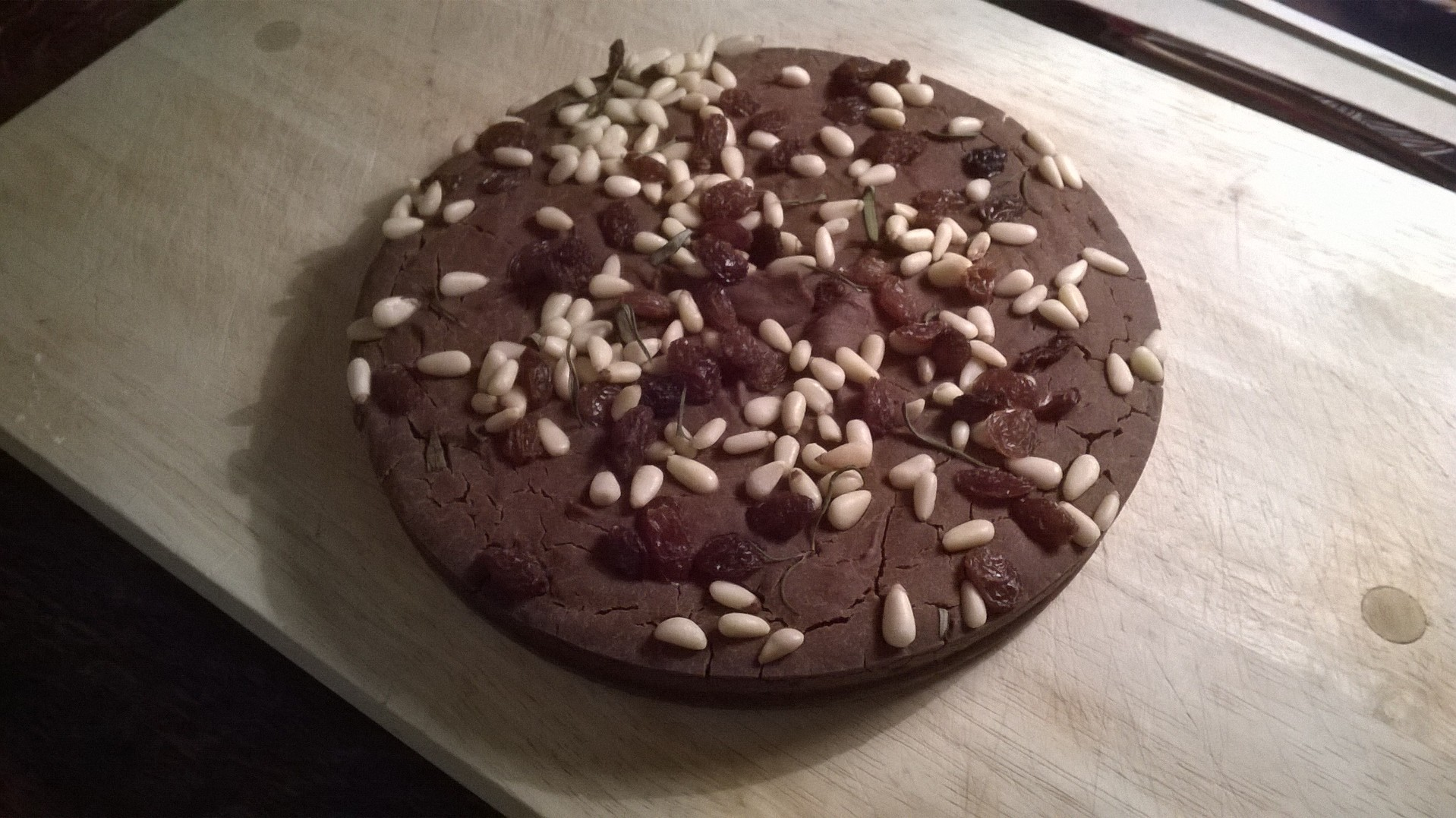
Castagnaccio.

El castagnaccio (conocido también localmente como baldino, ghirighio, patona o patuna) es una tarta italiana de harina de castaña típica de la zona de los Apeninos de la Toscana, Liguria, Emilia y el Piamonte.

## Características
Se trata de un plato típicamente otoñal que se prepara cociendo al horno una masa de harina de castaña, agua, aceite de oliva, piñón y uva sultanina. Las variedades locales añaden otros ingredientes, como romero, cáscara de naranja, semilla de hinojo o fruta seca. Se acompaña con requesón o miel de castaño, vino novello o vinos dulces como el vin santo.
Hay más nombres y recetas para las tartas hechas con harina de castaña. De hecho, hay al menos tres tipos diferentes: una tarta muy fina (que se encuentra sobre todo en Lunigiana, donde se llama patona), una tarta gruesa (común en la Toscana y especialmente en Lucca, donde se llama castagnaccio pero no es demasiado gruesa: en Livorno el castagnaccio, elaborado con unos 3 cm de alto y espeso, se llama toppone) y una especie de tarta de polenta (que también está muy difundida en la Toscana y se llama pattona).

## Historia
El castagnaccio es un plato «pobre» en el auténtico sentido de la palabra, extendido hace tiempo en los Apeninos, donde las castañas eran un alimento básico de la población campesina. Después de un período de abandono, que comenzó después de la Segunda Guerra Mundial y se debió al aumento de la prosperidad, ha sido redescubierto y ahora es el protagonista, en otoño, de una serie de festivales y celebraciones.
Como se indica en el Commentario delle più notabili et mostruose cose d'Italia e di altri luoghi (‘Comentario de las cosas más notables y monstruosas de Italia y de otros lugares’) de Ortensio Lando (Venecia, 1553), el inventor del castagnaccio parece haber sido un luqués llamado Pílades de Lucca, que fue «el primero hizo castagnazzi y de esta forma obtuvo alabanzas.»

## Reconocimiento
El castagnaccio está reconocido como prodotto agroalimentare tradizionale a propuesta de las siguientes regiones: Emilia-Romaña, Lacio, Liguria, Piamonte y Toscana.